# Cataract River (vattendrag i Australien, New South Wales, lat -34,20, long 150,72)
Cataract River är ett vattendrag i Australien. Det ligger i delstaten New South Wales, i den sydöstra delen av landet, omkring 59 kilometer sydväst om delstatshuvudstaden Sydney.
I omgivningarna runt Cataract River växer huvudsakligen savannskog. Runt Cataract River är det glesbefolkat, med 14 invånare per kvadratkilometer. Genomsnittlig årsnederbörd är 1 288 millimeter. Den regnigaste månaden är februari, med i genomsnitt 215 mm nederbörd, och den torraste är juli, med 34 mm nederbörd.